# Bercari de Der
Bercari de Der (Xampanya?, vers 620 - Montier-en-Der, 28 de març de 696) fou un monjo colombanià francès, abat d'Hautvillers i Montier-en-Der. És venerat com a sant per l'Església catòlica.

## Biografia
Bercharius o Bererus descendia d'una família noble d'Aquitània; fou educat per Nivard de Reims, que en fou bisbe. Va entrar al monestir colombanià de Luxeuil, on era abat Sant Walbert de Luxueil. Aviat va marxar i intentar fundar una abadia ex nihilo, a partir d'una ermita, per viure-hi segons els principis primitius dictats per la Bíblia i la Regla de Sant Colomban. Va intentar sense èxit fundar monestirs a Reims, Luxeuil, un altre cop a Reims, Hautvillers i Puellemontier a la Xampanya. Va fundar un monestir a Hautvillers, on fou abat, i després Montier-en-Der (Alt Marne).
Ràpidament la fama del monestir va atreure els pobladors de la rodalia, que es van posar sota la seva autoritat. Va fundar una altra abadia, femenina, a Puellemontier (Puellarum Monasterium), que era a uns set quilòmetres de Montier-en-Der: van formar una doble abadia, amb monjos al primer i monges al segon.
Bercari va profetitzar la seva pròpia mort: el seu mal caràcter i excés de zel amb els monjos el portà a renyar i colpejar un d'ells, Daguí, que en revenja, el va apunyalar mentre feia la migdiada. Bercari, ferit, va imposar com a penitència que Daguí fes un pelegrinatge a Roma, del qual no va tornar; Bercari va morir dos dies després a conseqüència de la ferida rebuda, el 28 de març de 696.

## Veneració i posteritat
Venerat aviat com a sant i màrtir, la seva festivitat es va fixar el 16 d'octubre. La seva tomba era a l'abadia de Montier-en-Der i es va perdre durant la Revolució francesa. Actualment, al Martirologi romà en figura la festa el 26 de març.
L'abadia de Montier-en-Der va existir fins al 1790. De l'abadia ha subsistit un document important: el Polyptyque de Montier-en-Der, del que l'abat Charles Lalore va fer una retranscripció el 1878 i que inclou una llista de béns (terres) del domini de l'abadia elaborat a partir de vers el 845, i classificant les localitats del territori de l'abadia.